# Ailloncourt
Ailloncourt est une commune française située dans le département de la Haute-Saône, en Franche-Comté, dans la région administrative Bourgogne-Franche-Comté.

## Géographie
Ailloncourt est situé à la porte de la région des Mille étangs, à mi-distance entre Lure et Luxeuil-les-Bains.
C'est une commune forestière comprenant 275 hectares de bois communaux ; trois étangs communaux et des étangs privés couvrent une surface de 12 ha.

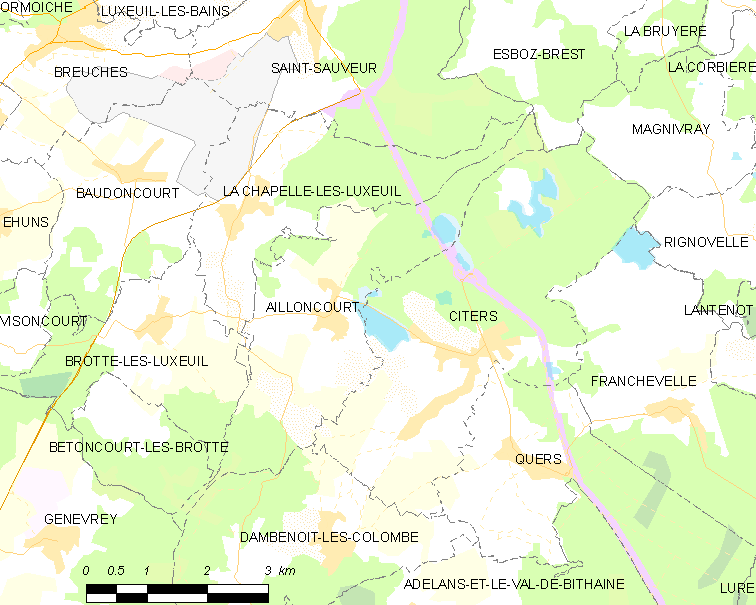
Situation d'Ailloncourt

| La Chapelle-lès-Luxeuil | Esboz-Brest           |        |
|                         | Ailloncourt           | Citers |
| Brotte-lès-Luxeuil      | Dambenoît-lès-Colombe |        |

### Climat
Pour des articles plus généraux, voir Climat de la Bourgogne-Franche-Comté et Climat de la Haute-Saône.
En 2010, le climat de la commune est de type climat de montagne, selon une étude du Centre national de la recherche scientifique s'appuyant sur une série de données couvrant la période 1971-2000. En 2020, Météo-France publie une typologie des climats de la France métropolitaine dans laquelle la commune est exposée à un climat semi-continental et est dans la région climatique Lorraine, plateau de Langres, Morvan, caractérisée par un hiver rude (1,5 °C), des vents modérés et des brouillards fréquents en automne et hiver.
Pour la période 1971-2000, la température annuelle moyenne est de 10,1 °C, avec une amplitude thermique annuelle de 17,2 °C. Le cumul annuel moyen de précipitations est de 1 165 mm, avec 13,8 jours de précipitations en janvier et 10,3 jours en juillet. Pour la période 1991-2020, la température moyenne annuelle observée sur la station météorologique de Météo-France la plus proche, « Luxeuil », sur la commune de Saint-Sauveur à 5 km à vol d'oiseau, est de 10,8 °C et le cumul annuel moyen de précipitations est de 977,3 mm. 
La température maximale relevée sur cette station est de 38,9 °C, atteinte le 25 juillet 2019 ; la température minimale est de −25,9 °C, atteinte le 16 janvier 1966,,.
Les paramètres climatiques de la commune ont été estimés pour le milieu du siècle (2041-2070) selon différents scénarios d'émission de gaz à effet de serre à partir des nouvelles projections climatiques de référence DRIAS-2020. Ils sont consultables sur un site dédié publié par Météo-France en novembre 2022.

## Urbanisme

### Typologie
Au 1er janvier 2024, Ailloncourt est catégorisée commune rurale à habitat dispersé, selon la nouvelle grille communale de densité à sept niveaux définie par l'Insee en 2022.
Elle est située hors unité urbaine. Par ailleurs la commune fait partie de l'aire d'attraction de Luxeuil-les-Bains, dont elle est une commune de la couronne,. Cette aire, qui regroupe 41 communes, est catégorisée dans les aires de moins de 50 000 habitants,.

### Occupation des sols
L'occupation des sols de la commune, telle qu'elle ressort de la base de données européenne d’occupation biophysique des sols Corine Land Cover (CLC), est marquée par l'importance des territoires agricoles (54,5 % en 2018), une proportion sensiblement équivalente à celle de 1990 (54 %). La répartition détaillée en 2018 est la suivante : 
forêts (37,8 %), prairies (32,6 %), terres arables (11,1 %), zones agricoles hétérogènes (10,8 %), zones urbanisées (3,8 %), eaux continentales (2,7 %), zones industrielles ou commerciales et réseaux de communication (1,2 %). L'évolution de l’occupation des sols de la commune et de ses infrastructures peut être observée sur les différentes représentations cartographiques du territoire : la carte de Cassini (XVIIIe siècle), la carte d'état-major (1820-1866) et les cartes ou photos aériennes de l'IGN pour la période actuelle (1950 à aujourd'hui).

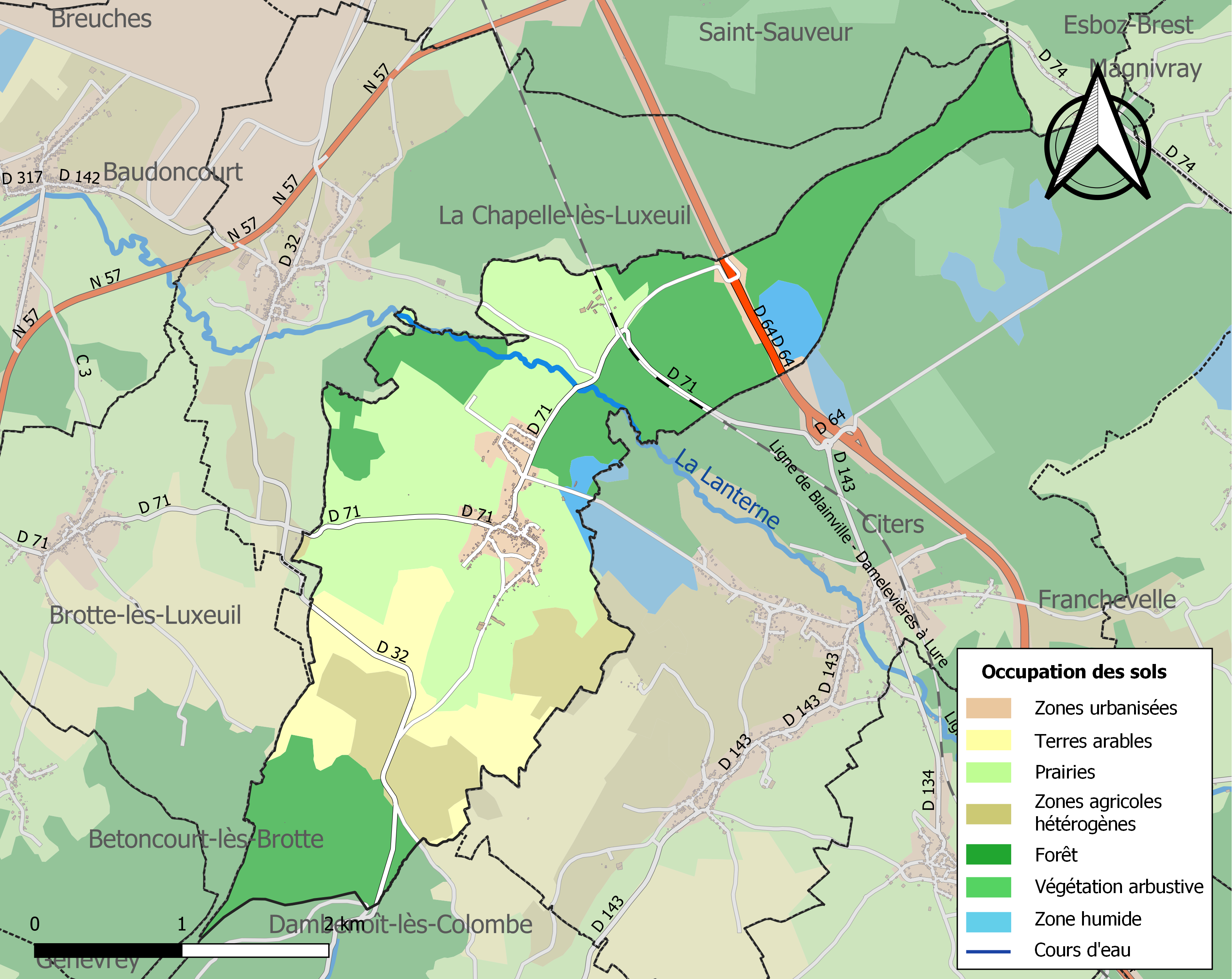
Carte des infrastructures et de l'occupation des sols de la commune en 2018 (CLC).

## Histoire
L'occupation du site d'Ailloncourt est très ancienne : des fouilles archéologiques ont mis au jour dans la commune des vestiges d'habitats gallo-romains.

## Politique et administration

### Rattachements administratifs et électoraux
La commune fait partie de l'arrondissement de Lure du département de la Haute-Saône,  en région Bourgogne-Franche-Comté. Pour l'élection des députés, elle dépend de la deuxième circonscription de la Haute-Saône.
Elle faisait partie entre 1801 et 1985 du canton de Luxeuil-les-Bains. À la suite de la scission de celui-ci, Ailloncourt est rattaché en 1985 au canton de Saint-Sauveur. Dans le cadre du redécoupage cantonal de 2014 en France, la commune fait à nouveau partie du canton de Luxeuil-les-Bains.

### Intercommunalité
La commune était membre de la communauté de communes des Franches-Communes, créée le 31 décembre 2001 et qui regroupait 14 communes et environ 4 200 habitants.
Dans le cadre des dispositions de la loi du 16 décembre 2010 de réforme des collectivités territoriales, qui prévoit toutefois d'achever et de rationaliser le dispositif intercommunal en France, et notamment d'intégrer la quasi-totalité des communes françaises dans des EPCI à fiscalité propre dont la population soit normalement supérieure à 5 000 habitants, le schéma départemental de coopération intercommunale de 2011 a prévu la fusion des communautés de communes : 
- du Pays de Saulx,  
- des grands bois 
- des Franches Communes (sauf  Amblans et Genevreuille), 
et en y rajoutant la commune isolée de Velorcey, afin de former une nouvelle structure regroupant 42 communes et environ 11 200 habitants.
Cette fusion est effective depuis le 1er janvier 2014 et a permis la création de la Communauté de communes du Triangle Vert à la place des intercommunalités supprimées,.

### Liste des maires

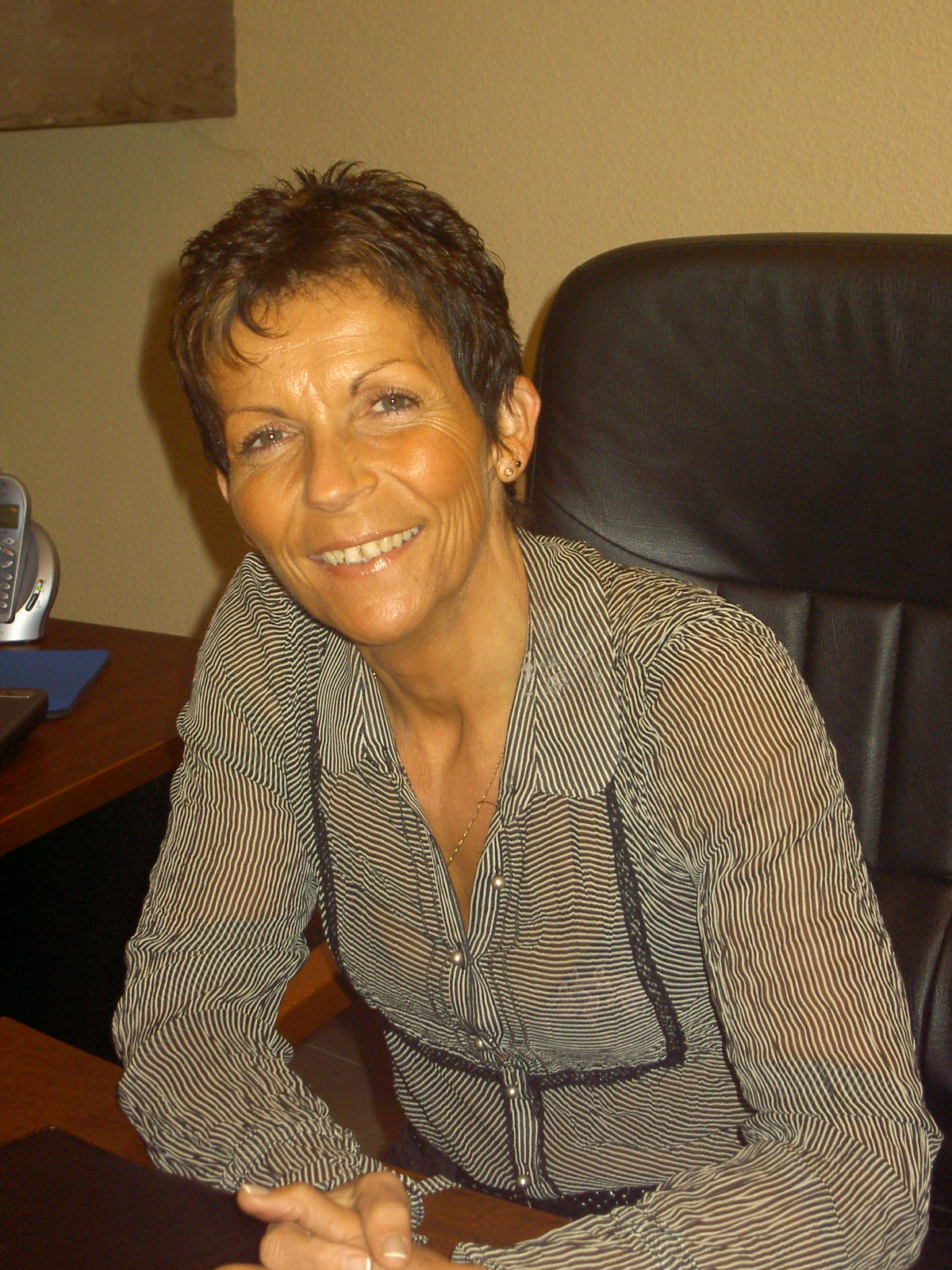
Véronique Ambert-Grandjean, maire d'Ailloncourt.

| Période   | Période                   | Identité                   | Étiquette | Qualité                                                                                         |
| --------- | ------------------------- | -------------------------- | --------- | ----------------------------------------------------------------------------------------------- |
| mars 2001 | En cours (au 28 mai 2020) | Véronique Ambert-Grandjean | DVD       | Agent commercial Vice-président de la CC Triangle Vert (2014 → ) Réélu pour le mandat 2020-2026 |

## Démographie
En 2022, Ailloncourt comptait 306 habitants. À partir du XXIe siècle, les recensements réels des communes de moins de 10 000 habitants ont lieu tous les cinq ans. Les autres « recensements » sont des estimations.
| 1793 | 1800 | 1806 | 1821 | 1831 | 1836 | 1841 | 1846 | 1851 |
| ---- | ---- | ---- | ---- | ---- | ---- | ---- | ---- | ---- |
| 352  | 396  | 418  | 402  | 400  | 413  | 435  | 427  | 435  |

| 1856 | 1861 | 1866 | 1872 | 1876 | 1881 | 1886 | 1891 | 1896 |
| ---- | ---- | ---- | ---- | ---- | ---- | ---- | ---- | ---- |
| 387  | 392  | 389  | 386  | 373  | 405  | 374  | 362  | 324  |

| 1901 | 1906 | 1911 | 1921 | 1926 | 1931 | 1936 | 1946 | 1954 |
| ---- | ---- | ---- | ---- | ---- | ---- | ---- | ---- | ---- |
| 325  | 331  | 310  | 262  | 220  | 209  | 194  | 200  | 212  |

| 1962 | 1968 | 1975 | 1982 | 1990 | 1999 | 2005 | 2006 | 2010 |
| ---- | ---- | ---- | ---- | ---- | ---- | ---- | ---- | ---- |
| 215  | 198  | 151  | 223  | 225  | 224  | 275  | 281  | 307  |

| 2015 | 2020 | 2022 | - | - | - | - | - | - |
| ---- | ---- | ---- | - | - | - | - | - | - |
| 298  | 305  | 306  | - | - | - | - | - | - |

## Culture locale et patrimoine

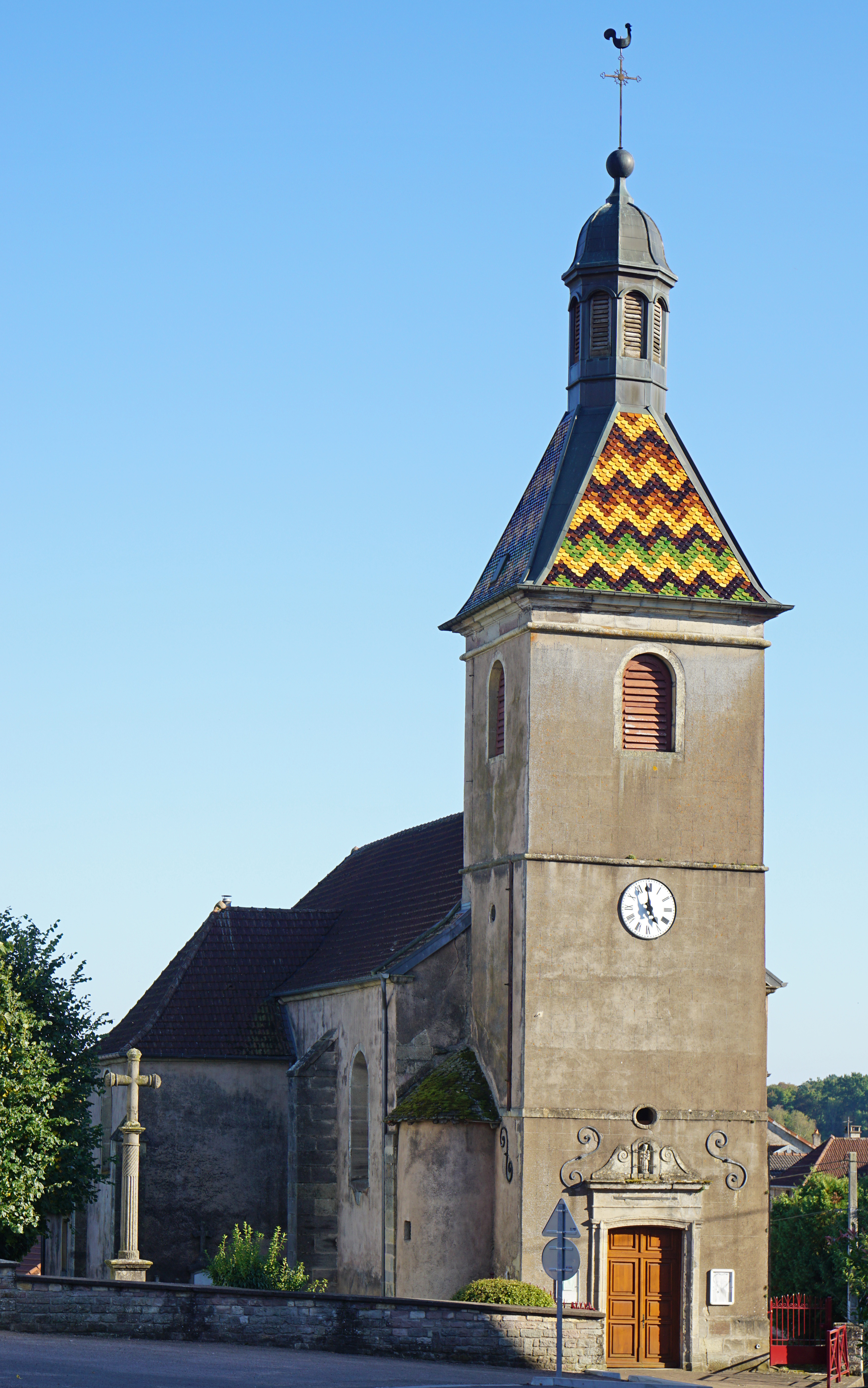
L'église.

### Lieux et monuments
L'église du XVIIIe siècle, avec clocher-porche à toit pyramidal, est exceptionnelle, son portail est orné d'une Vierge à l'enfant du XVIIe siècle.

L'église.
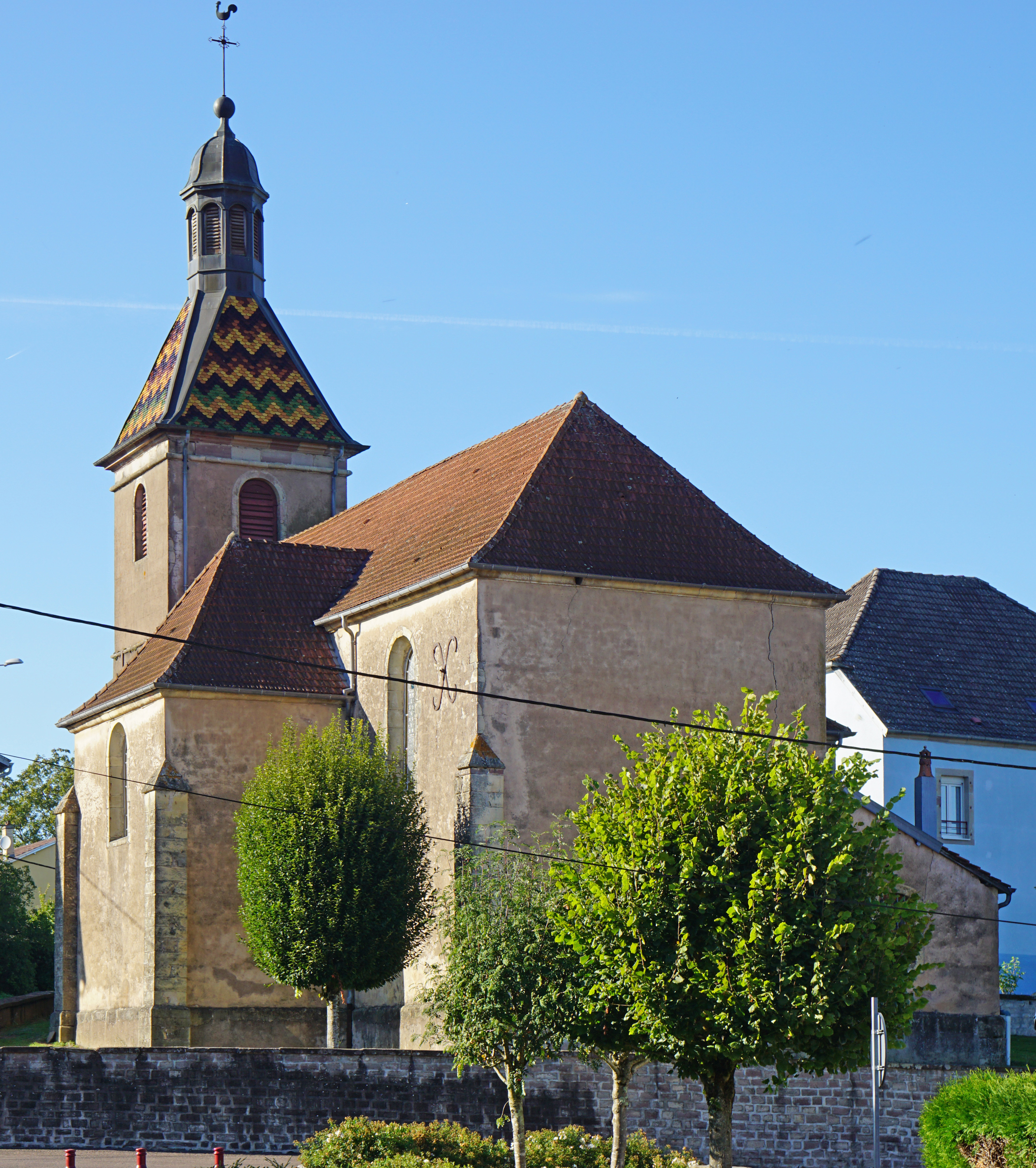
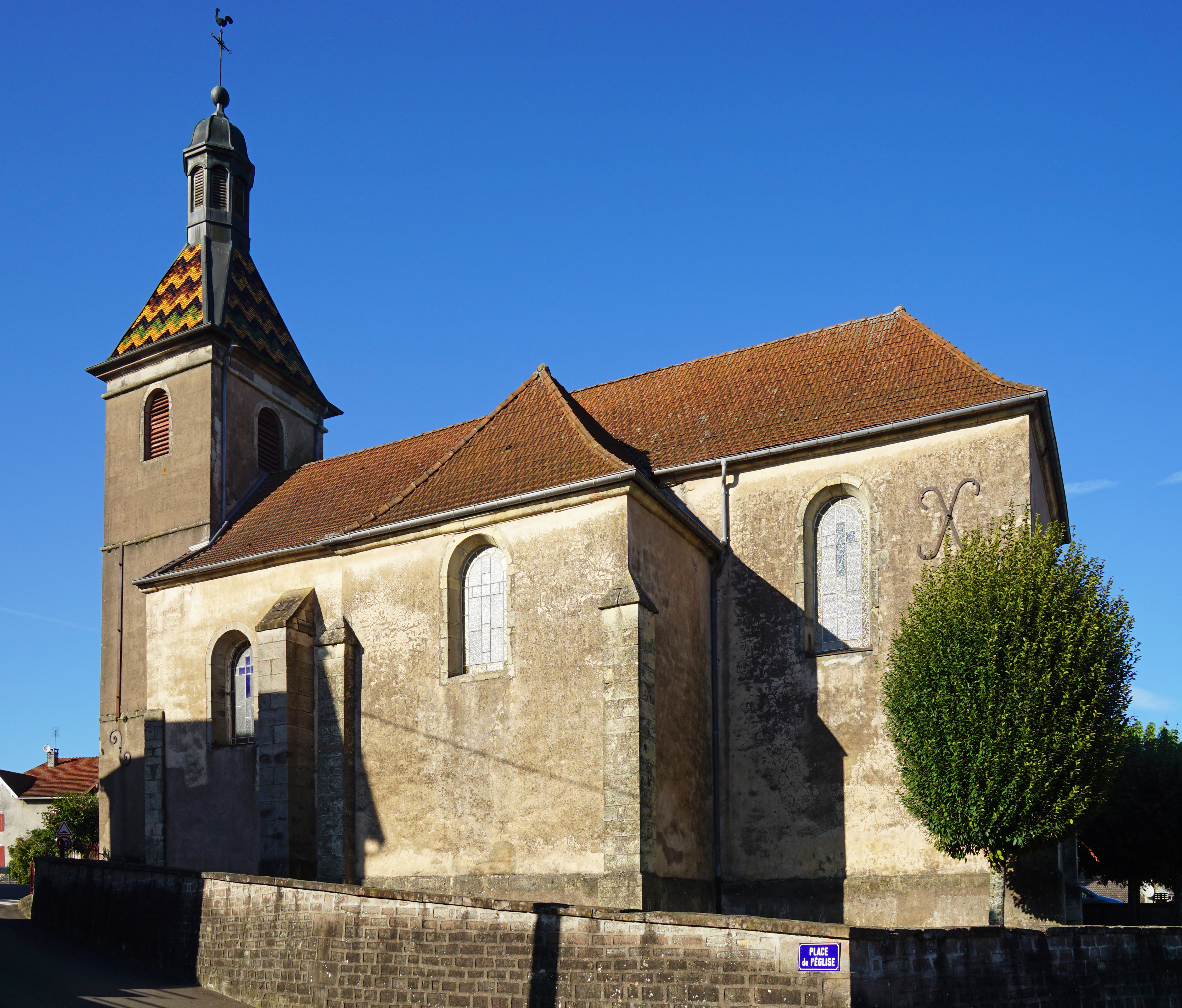
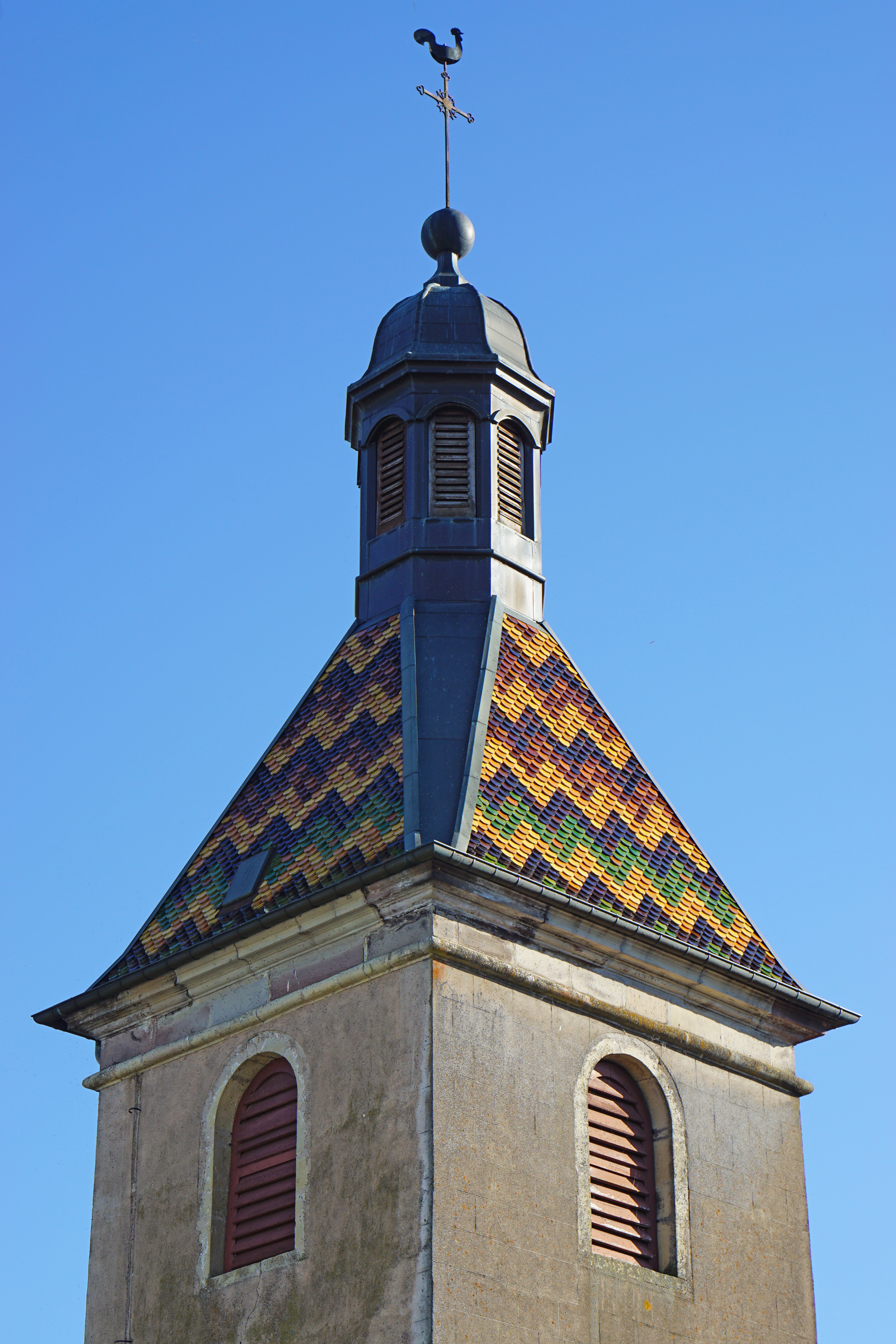
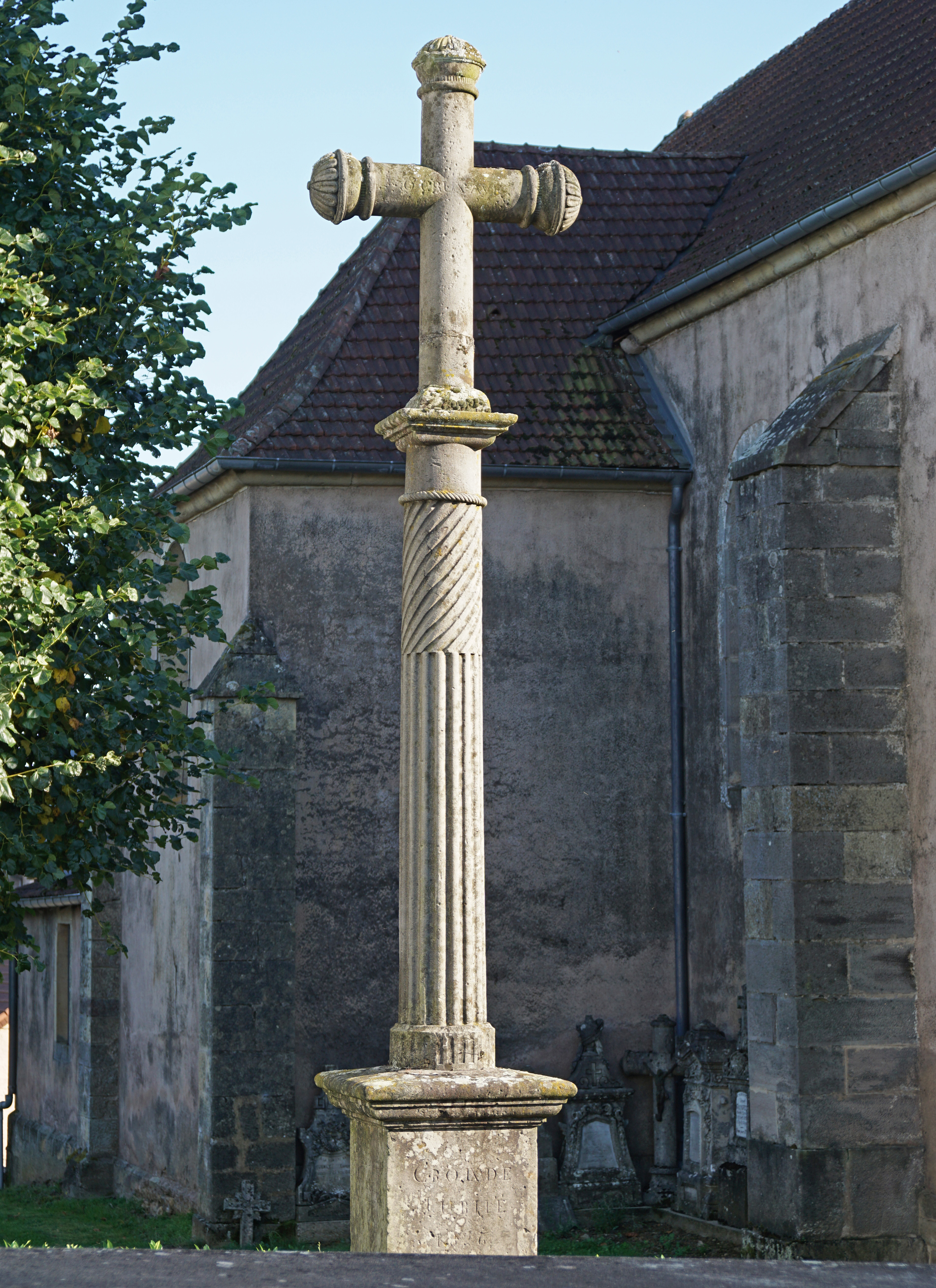
Croix.

Le village compte sept fontaines rénovées dont un lavoir découvert, semi-circulaire à bassins multiples.

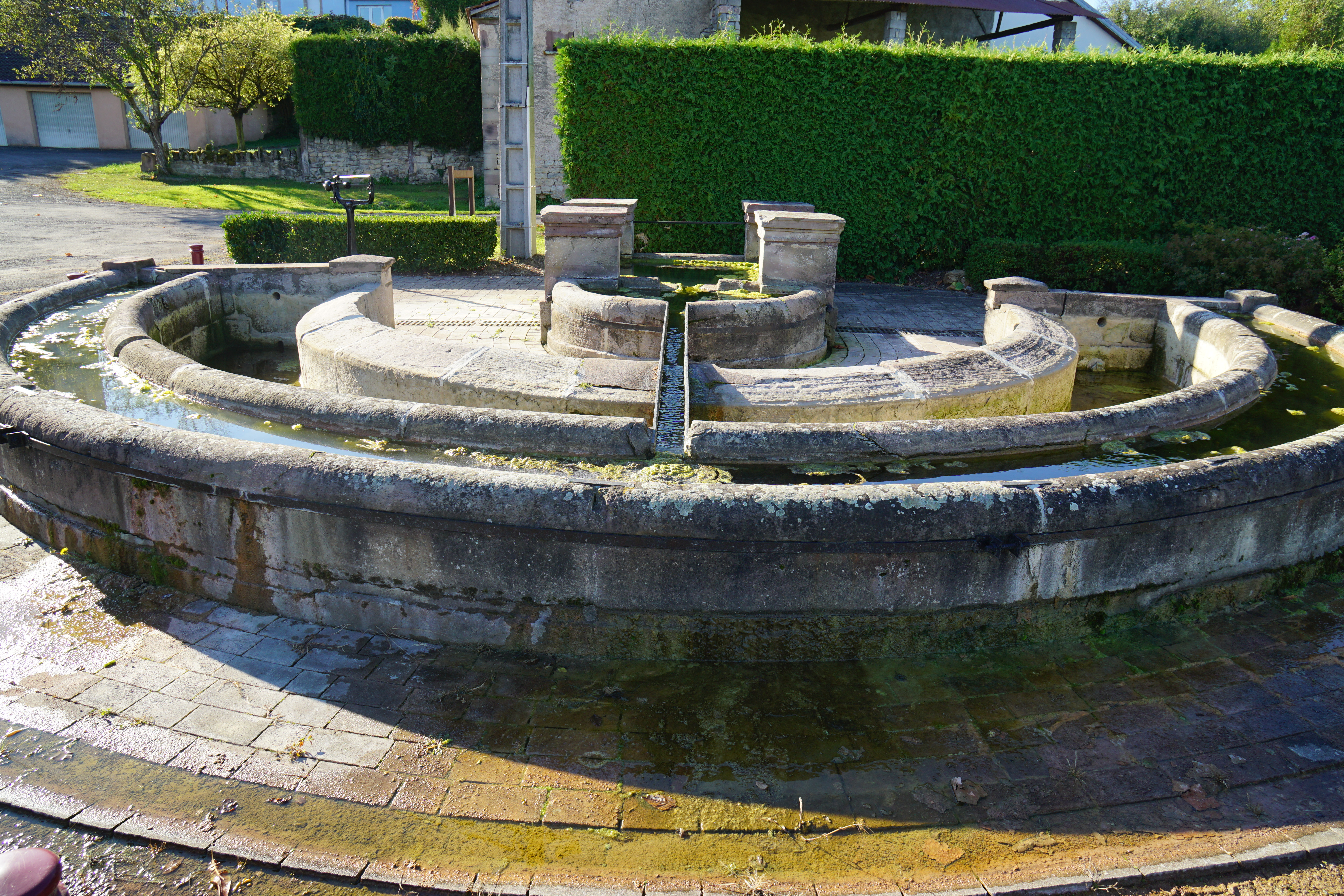
Lavoir rue de la corne.
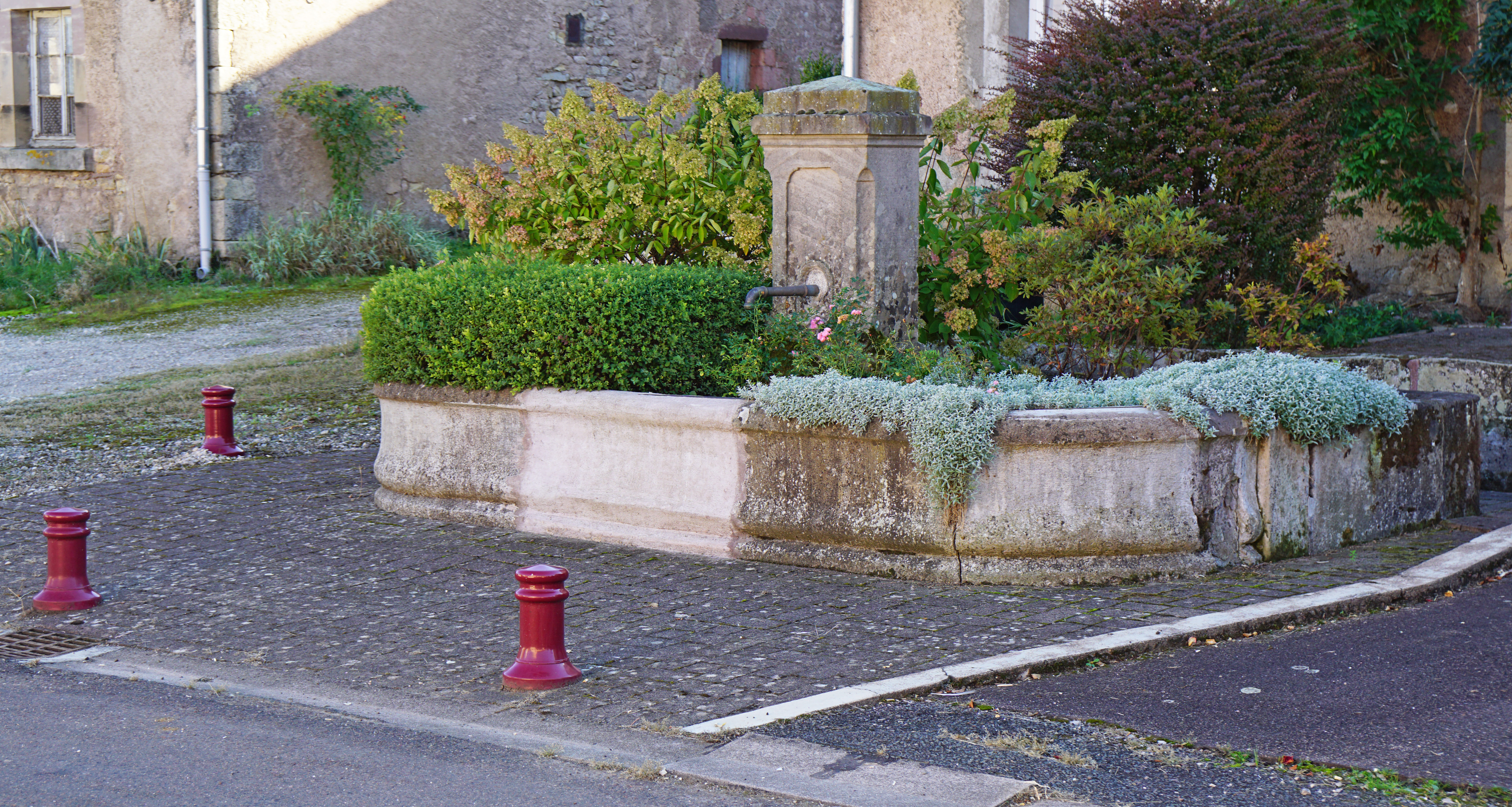
Fontaine.
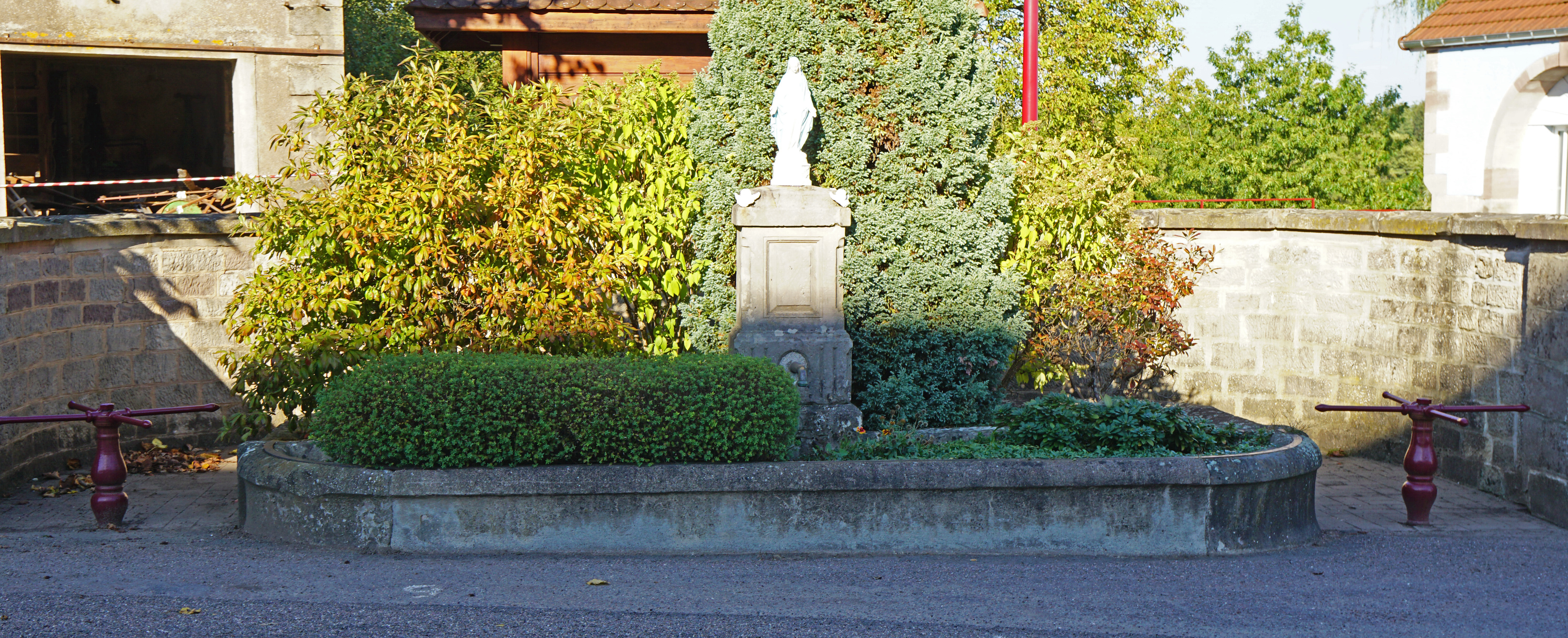
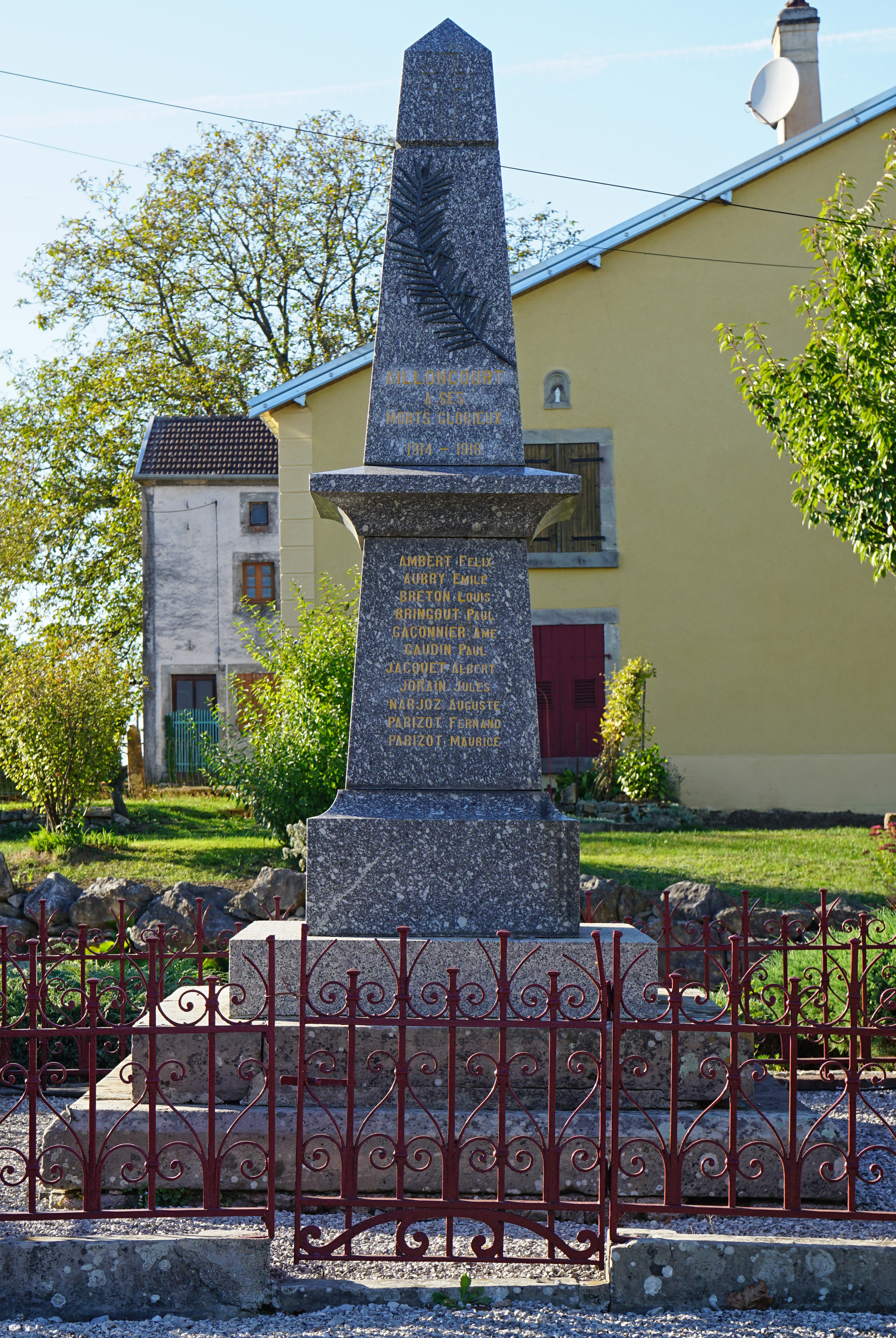
Monument aux morts.

### Héraldique
| Blason de Ailloncourt | Blason  | D’argent plumeté à l'ancienne de sinople.        |
| Blason de Ailloncourt | Détails | Le statut officiel du blason reste à déterminer. |